# Vlag van Hemelumer Oldeferd

Vlag van de gemeente Hemelumer Oldeferd (1964-1984)

Vlag van de gemeente Hemelumer Oldeferd (1962-1964)

De vlag van Hemelumer Oldeferd is op 24 oktober 1964 bij raadsbesluit vastgesteld als de gemeentelijke vlag van de Friese gemeente Hemelumer Oldeferd (Fries: Himmelumer Aldefurd). De vlag wordt als volgt beschreven:
Drie evenhoge banen van groen, blauw en zwart, met een kanton met een hoogte en lengte van 1/3 van de vlaghoogte, waarin twee banen van gelijke hoogte van geel en rood.
De vlag heeft de kleuren van het in 1964 toegekende gemeentewapen. De kleuren van de drie banen staan symbool voor de weilanden (groen), meren (blauw) en het turfland (zwart) in het gebied. Het kanton toont de kleuren van een vroeger wapen van de grietenij.
Per 1 januari 1984 is de gemeente Hemelumer Oldeferd opgeheven. Het grootste deel van de gemeente is opgegaan in de nieuwe gemeente Nijefurd. De gemeentevlag van Hemelumer Oldeferd is hierdoor komen te vervallen.
Op 1 januari 2011 is Nijefurd opgegaan in de nieuwe gemeente Súdwest-Fryslân.

## Eerdere vlag
Op 27 mei 1962 was een eerdere vlag vastgesteld. Deze kan als volgt beschreven worden:
Drie banen van gelijke hoogte van groen, blauw en zwart.
Dit waren de kleuren van het oude gemeentewapen, destijds verleend aan de grietenij Hemelumer Oldephaert en Noordwolde. In 1956 was deze naam gewijzigd in Gemeente Hemelumer Oldeferd. Deze vlag werd voor het eerst gebruikt tijdens een defilé voor koningin Juliana en prins Bernhard op 7 mei 1962 te Leeuwarden.

## Verwante afbeeldingen

Het wapen van Hemelumer Oldeferd (tot 1956 Grietenij Hemelumer Oldephaert en Noordwolde genaamd) (1817)
Het wapen van Hemelumer Oldeferd (1964)

Aengwirden 
· Baarderadeel 
· Barradeel 
· het Bildt 
· Bolsward 
· Boornsterhem 
· Dokkum 
· Dongeradeel 
· Doniawerstal 
· Ferwerderadeel 
· Franeker 
· Franekeradeel 
· Gaasterland 
· Gaasterland-Sloten 
· Haskerland 
· Hemelumer Oldeferd 
· Hennaarderadeel 
· Hindeloopen 
· Idaarderadeel 
· IJlst 
· Kollumerland en Nieuwkruisland 
· Leeuwarderadeel 
· Lemsterland 
· Littenseradeel 
· Menaldumadeel 
· Nijefurd 
· Oostdongeradeel 
· Rauwerderhem 
· Schoterland 
· Skarsterlân 
· Sloten 
· Sneek 
· Stavoren 
· Terschelling en Vlieland 
· Utingeradeel 
· Westdongeradeel 
· Wonseradeel 
· Workum 
· Wymbritseradeel